# Фредди Квинн
Франц О́йген Хе́льмут Ма́нфред Нидль-Петц (нем. Franz Eugen Helmuth Manfred Nidl-Petz), известный под псевдонимом Фре́дди Квинн (нем. Freddy Quinn; род. 27 сентября 1931, Хардегг, Холлабрунн) — австрийский и немецкий певец, артист цирка, гигарист, киноактёр, композитор и студийный музыкант. Представитель Германии на конкурсе песни «Евровидение-1956». Вместе с француженкой Мате Альтери и итальянкой Тониной Торрьелли является «одним из последних, ныне живущих участников первого конкурса Евровидение-1956».

## Биография
Родился 27 сентября 1931 года в Хардегге и вырос в Вене. В детстве жил в Моргантауне (Западная Виргиния, США), со своим отцом, но позже переехал обратно в Вену. В 1954 году начал карьеру в квартале Санкт-Паули, расположенного в Гамбурге, где ему предложили первый контракт. В 1970-х годах, его популярность уменьшилась, но он продолжал выступать. Также он был опытным цирковым артистом, который известен телевизионной аудитории как канатоходец, выступая вживую и без страховки. В 2009 году отошёл от публичной жизни. На данный момент проживает в Гамбурге.

### «Евровидение»
В 1956 году был выбран вторым победителем немецкого национального отбора с песней «So geht das jede Nacht» и вместе с Вальтером Андреасом Шварцем, основным победителем отбора, стали первыми представителями Германии на первом конкурсе песни «Евровидение», проходившем в швейцарском Лугано. Так как, на данном конкурсе был объявлен только победитель, они заняли второе место, наряду со остальными участниками.

## Дискография

### Синглы
- 1956 — «Heimweh»
- 1956 — «So geht das jede Nacht»
- 1958 — «La Feria de las Flores»
- 1959 — «Die Gitarre und das Meer»
- 1959 — «Du musst alles vergessen»
- 1959 — «Unter fremden Sternen»
- 1960 — «Irgendwan gibt's ein Wiedersehn»
- 1960 — «Melodie der Nacht»
- 1961 — «Der Boss ist nicht hier!»
- 1961 — «Einmal Oben, Einmal Unten»
- 1961 — «Happy, happy Baby»
- 1961 — «Herr Meyer, Herr Meyer»
- 1961 — «La Paloma»
- 1961 — «Nur Der Wind»
- 1961 — «Wann kommt das Glück auch zu mir?»
- 1962 — «Alo-Ahe»
- 1962 — «Junge, komm bald wieder»
- 1962 — «Und das weite Meer»
- 1964 — «Vergangen, vergessen, vorüber»
- 1971 — «Fahrt ins Abenteuer»
- 1971 — «Mexikanische Serenade»
- 1971 — «St. Helena»
- 1973 — «Heimweh»
- 1973 — «Zuber-Medley»
- 1979 — «Oh, lonesome me»
- 1981 — «Unter fremden Sternen»
- 1984 — «Große Freiheit Nr. 7»
- 1985 — «Raindrops Keeps Falling on My Head»
- 1996 — «In Hamburg an der Waterkant»
- 2010 — «Wi»
- 2016 — «Im wilden Westen»

### Композиции
- 1971 — «Der Junge von St. Pauli»
- 1973 — «Junge, komm bald wieder»
- 1981 — «Лола»

## Фильмография
- 1954 — «Канарис»
- 1957-1958 — «Melodie der Welt»
- 1957-1981; 1997 (архив) — «Aktuelle Schaubude»
- 1957 — «Die grosse Chance»
- 1957 — «Wirbel im Musikhotel»
- 1958 — «Heimatlos»
- 1958 — «Leichtes Artistengepäck»
- 1958 — «Stahlnetz»
- 1959 — «Freddy unter fremden Sternen»
- 1959 — «Freddy, die Gitarre und das Meer»
- 1959 — «Hallo, Freddy»
- 1960 — «Freddy und die Melodie der Nacht»
- 1960 — «Weit ist der Weg»
- 1961 — «Freddy und der Millionär»
- 1961 — «Musik aus aller Welt»
- 1961 — «Nur der Wind»
- 1961 — «Toute la chanson»
- 1962 — «Freddy und das Lied der Südsee»
- 1962 — «Na, dann prost!»
- 1963-1967 — «Musik aus Studio B»
- 1963 — «Heimweh nach St. Pauli»
- 1963 — «Musikmosaik»
- 1963 — «Treffpunkt Telebar»
- 1964-1978 — «Stars in der Manege»
- 1964-1981 — «Einer wird gewinnen»
- 1964 — «Die schöne Hamburgerin»
- 1964 — «Freddy und das Lied der Prärie»
- 1964 — «Rendezvous am Rhein»
- 1964 — «Вечернее шоу Джонни Карсона»
- 1965 — «Deutsche Schlagerfestspiele 1965»
- 1965 — «Freddy wünscht frohe Weihnachten»
- 1966 — «Vorsicht, Falle! - Nepper, Schlepper, Bauernfänger»
- 1967-1980 — «Die Drehscheibe»
- 1967 — «Gala-Abend der Schallplatte»
- 1967 — «Nacht der Stars»
- 1968 — «Die Kartenlegerin»
- 1968 — «Freddy, Tiere, Sensationen»
- 1968 — «Freddy Quinn in Mexiko - Eine musikalische Reise»
- 1968 — «Nachlese 68»
- 1968 — «Zwischenstation»
- 1969-1971 — «Die Drehscheibe»
- 1969-1983 — «ZDF Hitparade»
- 1969 — «Ein Platz an der Sonne für jung und alt»
- 1969 — «Europarty»
- 1969 — «Peter Alexander präsentiert Spezialitäten»
- 1970-1971 — «Drei mal neun»
- 1970-1988 — «Was bin ich?»
- 1970 — «Berlin-Geflüster»
- 1970 — «Grand Prix R.T.L. International 70»
- 1970 — «Nachlese 69» (архив)
- 1970 — «Pauls Silvesterparty»
- 1970 — «Treffpunkte»
- 1971 — «Der Junge von St. Pauli»
- 1971 — «Haie an Bord»
- 1972-1979 — «Dalli Dalli»
- 1972-1987 — «Zum blauen Bock»
- 1972 — «Die Glückspirale»
- 1972 — «Spectaculum»
- 1973 — «Acht nach 8»
- 1973 — «Die Rudi Carrell Show»
- 1973 — «Funkturm-Melodie»
- 1973 — «Stars präsentieren Stars»
- 1974-1975 — «Диско»
- 1974 — «Manege frei!»
- 1974 — «Musik! Musik!»
- 1974 — «Zauber der Musik»
- 1975 — «Am laufenden Band»
- 1975 — «Meine Freunde, die Artisten»
- 1976-1979 — «Die Montagsmaler»
- 1976-1980 — «Starparade»
- 1976 — «Freddy Quinn - Ein Konzert mit dem Orchester Bert Kaempfert»
- 1976 — «Jetzt geht die Party richtig los»
- 1976 — «Max Greger: Musik! Musik! Musik!»
- 1976 — «Peter Alexander präsentiert Walt Disneys Welt!»
- 1976 — «Wir machen Musik»
- 1977-1979 — «Manegen der Welt
- 1977 — «Bitte zu Tisch»
- 1977 — «Freddy Quinn - Ein Show-Konzert mit Bert Kaempfert und seinem Orchester und Gästen»
- 1978 — «Auf los geht's los»
- 1978 — «Spaß mit Musik»
- 1979-1980 — «Musik ist Trumpf»
- 1979 — «Ich möcht' so gern Dave Dudley hör'n»
- 1979 — «Noch 'ne Oper»
- 1980 — «Allein gegen Alle»
- 1980 — «ARD-Fernsehlotterie - Ein Platz an der Sonne»
- 1980 — «Artisten-Cocktail '80»
- 1980 — «Die Marvelli-Show»
- 1980 — «Freddy Quinn und seine Freunde»
- 1980 — «Musik & Gäste»
- 1980 — «So wird's nie wieder sein»
- 1981-1991 — «Der grosse Preis»
- 1981 — «Freddy Quinn»
- 1981 — «Musikladen»
- 1982-1983 — «Country-Time mit Freddy Quinn»
- 1982-1983 — «Zirkus, Zirkus»
- 1982-1989 — «Arena der Sensationen»
- 1982 — «Nimm mich mit, Käpt'n James, auf die Reise»
- 1983 — «25 Jahre Wiener Stadthalle»
- 1983 — «Bert Kaempfert: Melodien, die man nie vergisst»
- 1983 — «Die größte Schau der Welt»
- 1983 — «Die wilden Fünfziger»
- 1984 — «Austro Hit Gala»
- 1984 — «Die verflixte 7»
- 1984 — «NDR Talk Show»
- 1984 — «Поймёшь ли ты шутку?»
- 1985-1998 — «Melodien für Millionen»
- 1985 — «Heut' abend»
- 1985 — «Locker vom Hocker»
- 1985 — «Wetten, dass..?»
- 1985 — «Wir lassen uns das Singen nicht verbieten»
- 1986 — «Ein Abend für Freddy Quinn»
- 1987-1991 — «Großstadtrevier»
- 1989 — «Durch dich wird diese Welt erst schön, ein Streifzug durch die Geschichte des deutschen Schlagers» (архив)
- 1989 — «Hurra, wir werden aufgeklärt»
- 1989 — «Willkommen im Club»
- 1990-1991 — «Die liebe Familie»
- 1990 — «Heidi und Erni»
- 1990 — «Man ist so jung, wie man sich fühlt»
- 1991 — «Freddy Quinn - Heimweh, die Gitarre und das Meer»
- 1993 — «Charley's Tante»
- 1994-2003 — «Kein schöner Land»
- 1994 — «Lieder so schön wie der Norden»
- 1994 — «Lustige Musikanten»
- 1994 — «Musik liegt in der Luft»
- 1994 — «ZDF-Fernsehgarten»
- 1996 — «Boulevard Bio»
- 1997 — «Steiners Sketchparade - Lachen ist die beste Medizin»
- 1998 — «Land und Lieder»
- 1999 — «Melodie der Meere»
- 1999 — «Pop 2000: 50 Jahre Popmusik und Jugendkultur in Deutschland» (архив)
- 2000 — «Beckmann»
- 2001-2005 — «Die Johannes B. Kerner Show»
- 2001 — «Lebens-Künstler»
- 2001 — «Legenden»
- 2002 — «Sendung ohne Namen» (архив)
- 2003 — «Menschen bei Maischberger»
- 2003 — «Müller - Live»
- 2003 — «Strangers in the Night: The Bert Kaempfert Story»
- 2003 — «Zimmer frei!»
- 2004 — «Erbin mit Herz»
- 2004 — «Musikantenstadl»
- 2004 — «Откровенно говоря»
- 2005 — «Menschen der Woche»
- 2005 — «Willkommen bei Carmen Nebel»
- 2006 — «Ein Herz für Kinder»
- 2007 — «Kult am Sonntag» (архив)
- 2007 — «Willkommen Österreich» (архив)
- 2012 — «Alexandra - Stimme der Sehnsucht: Der rätselhafte Tod eines Stars» (архив)
- 2014 — «Freddy Quinn und die ewige Sehnsucht» (архив)
- 2016 — «Hier ist ein Mensch: Peter Alexander» (архив)
- 2021 — «30 Favoriten» (архив)
- 2021 — «50 Jahre ZDF-Hitparade - Die Zugabe» (архив)
- 2021 — «DAS!» (архив)
- 2022 — «75 Jahre Rheinland-Pfalz» (архив)